# Parc d'État de Kissimmee Prairie Preserve
Kissimmee Prairie Preserve State Park est un parc d'état de Floride, situé à environ 40 km au nord d'Okeechobee,.

## Galerie

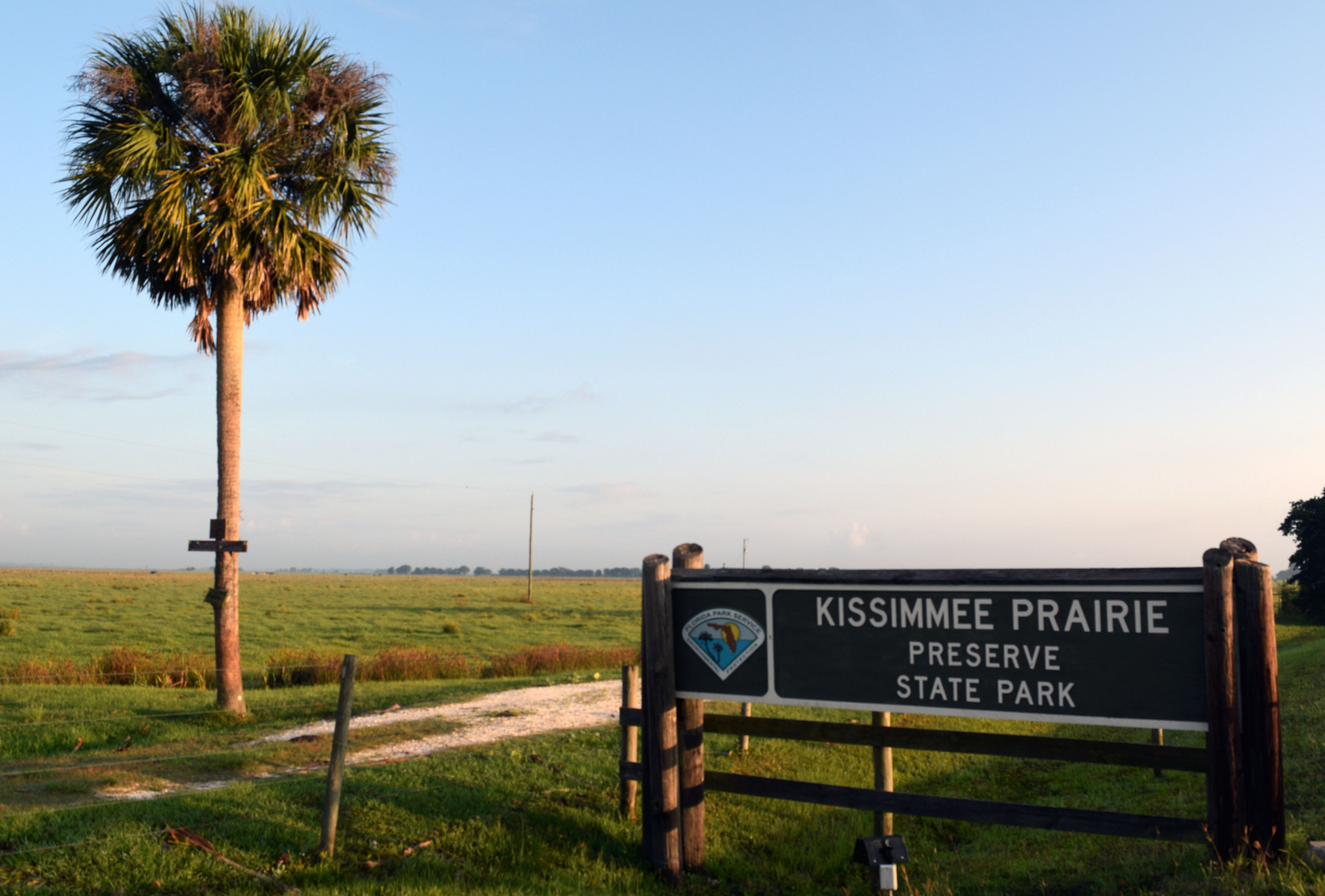
Panneau d'entrée
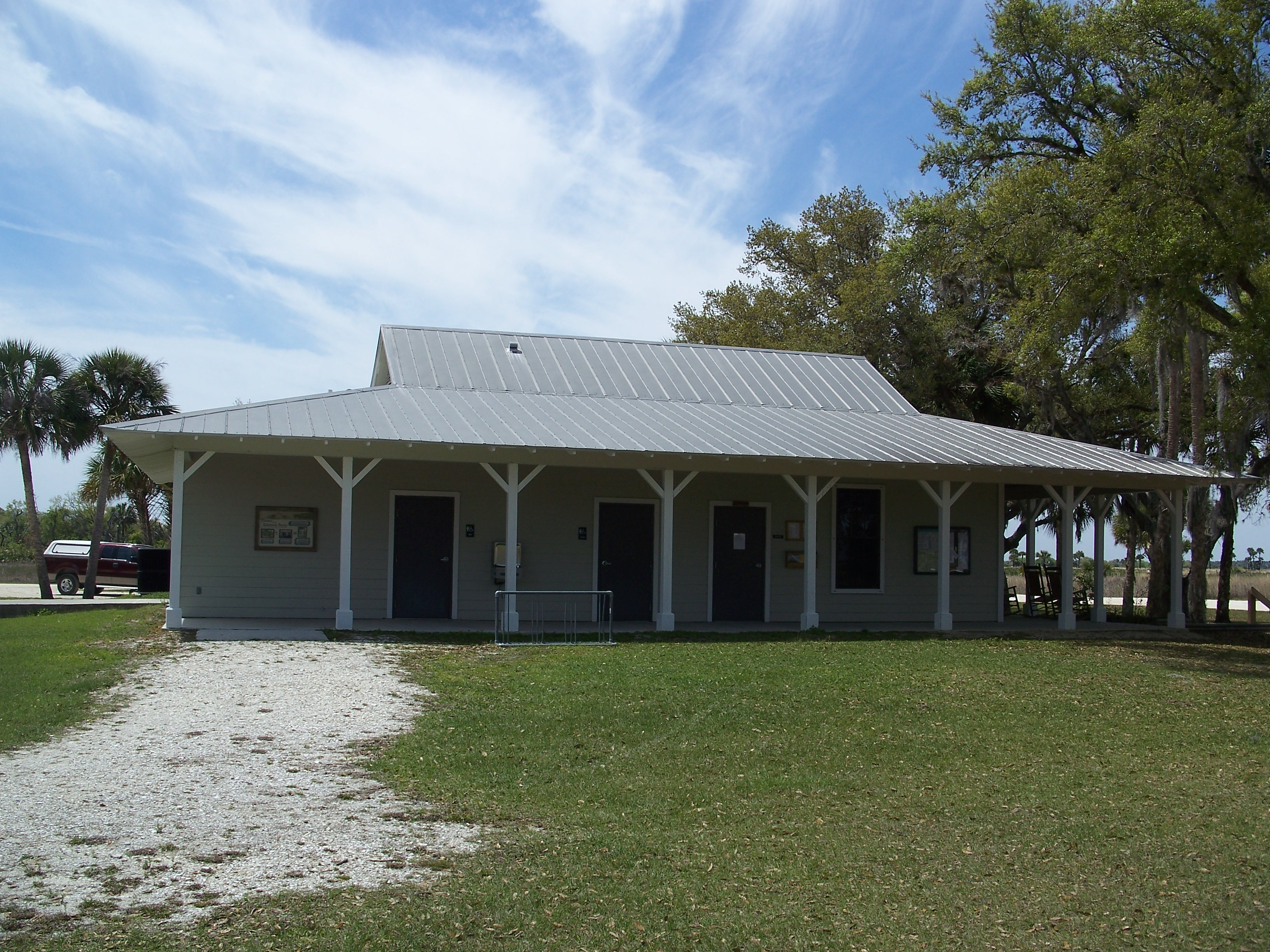
Visitors Centre
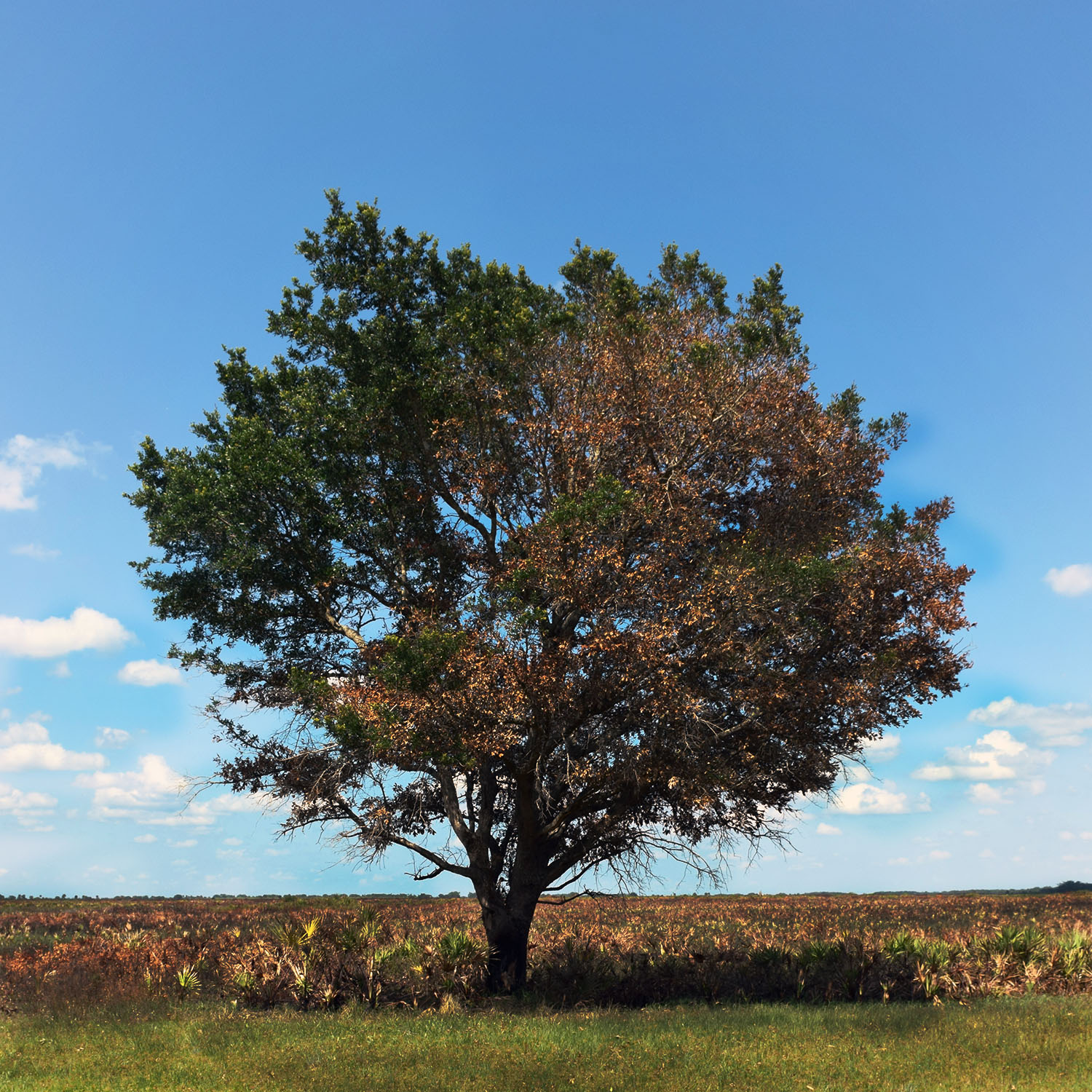
Chêne
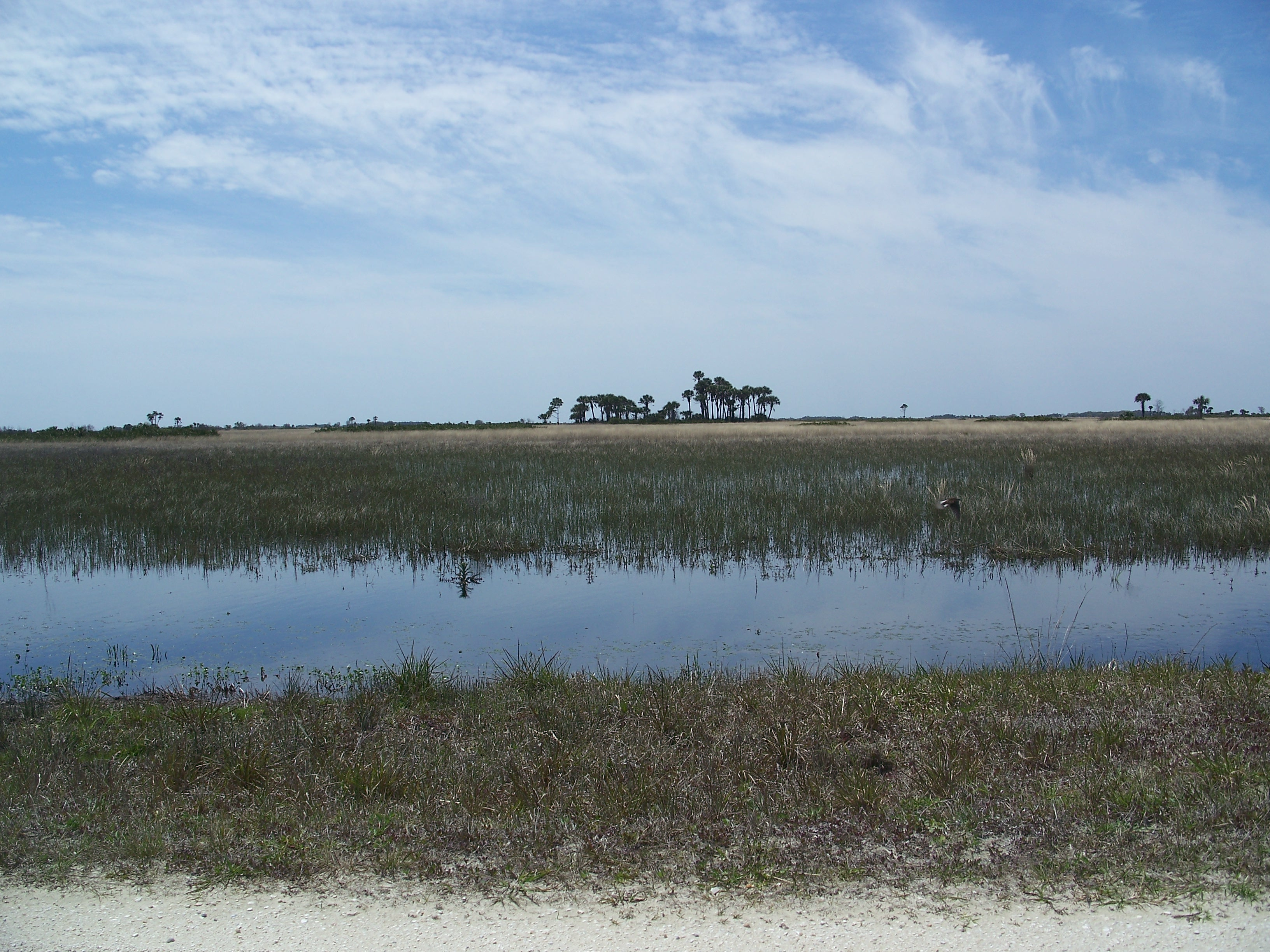
Prairie après la pluie
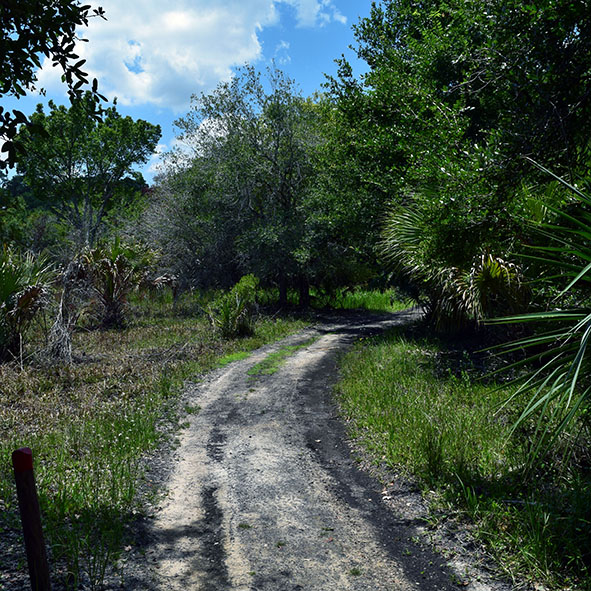
Sentier des hammocks de Kilpatrick
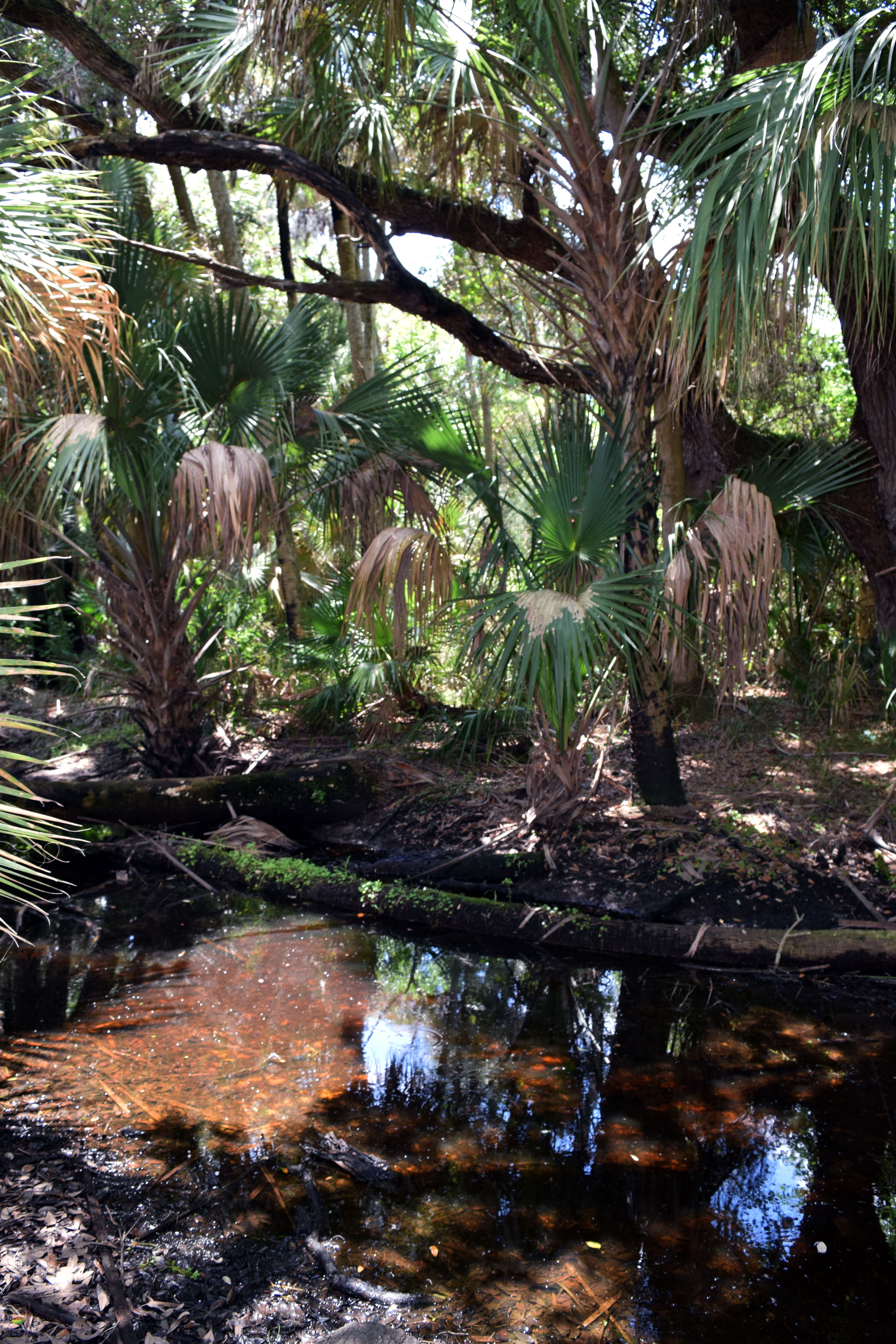
Hammock de Kilpatrick Palms près de l'étang
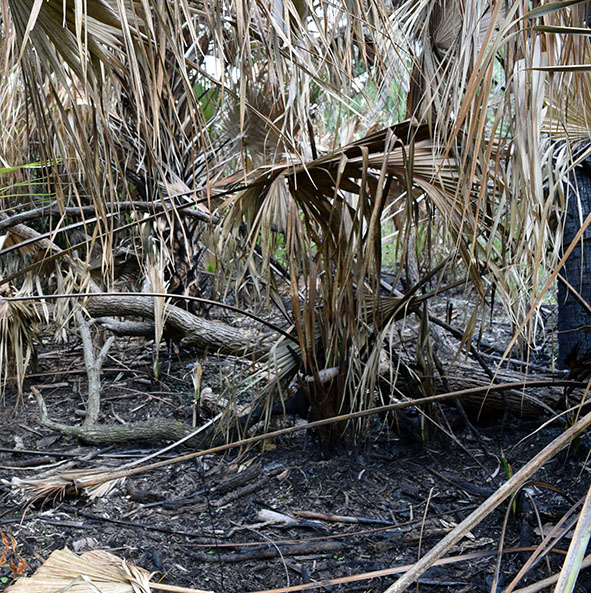
Hammock Kilpatrick
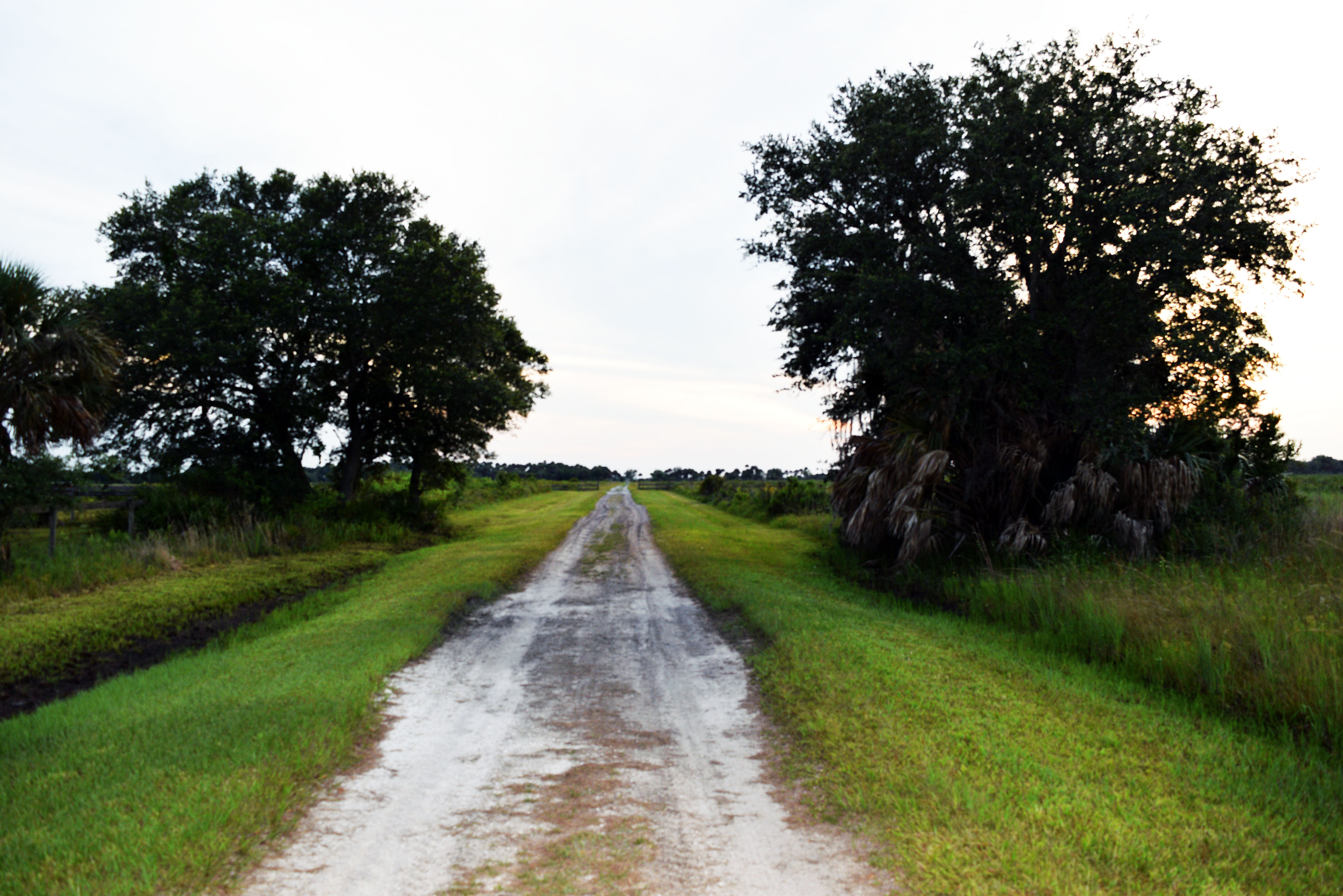
Sentier militaire (randonnée)
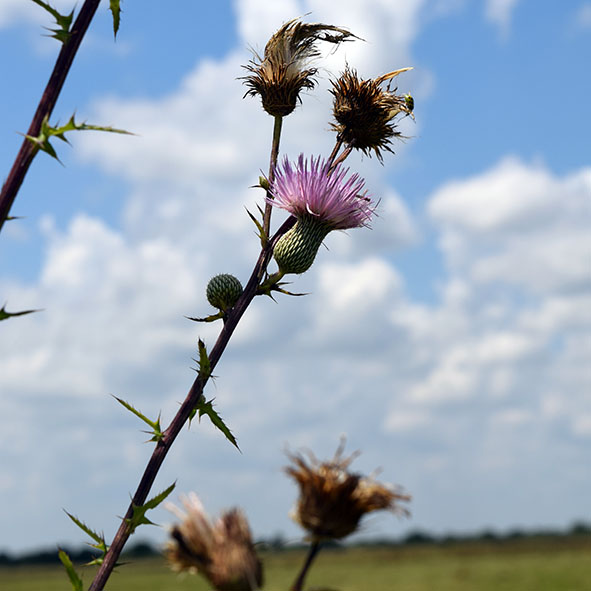
Chardon de Nuttall
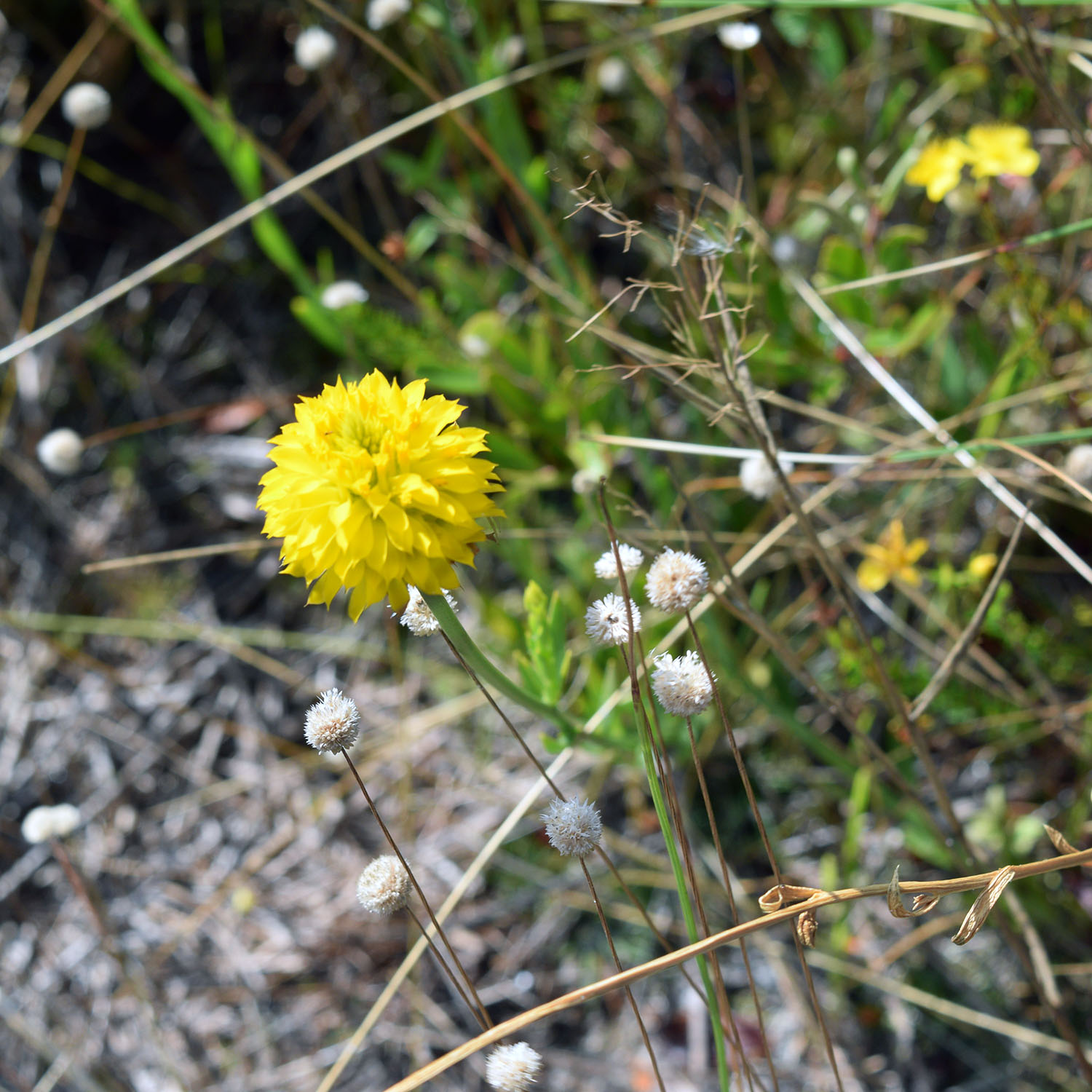
Fleur sauvage jaune
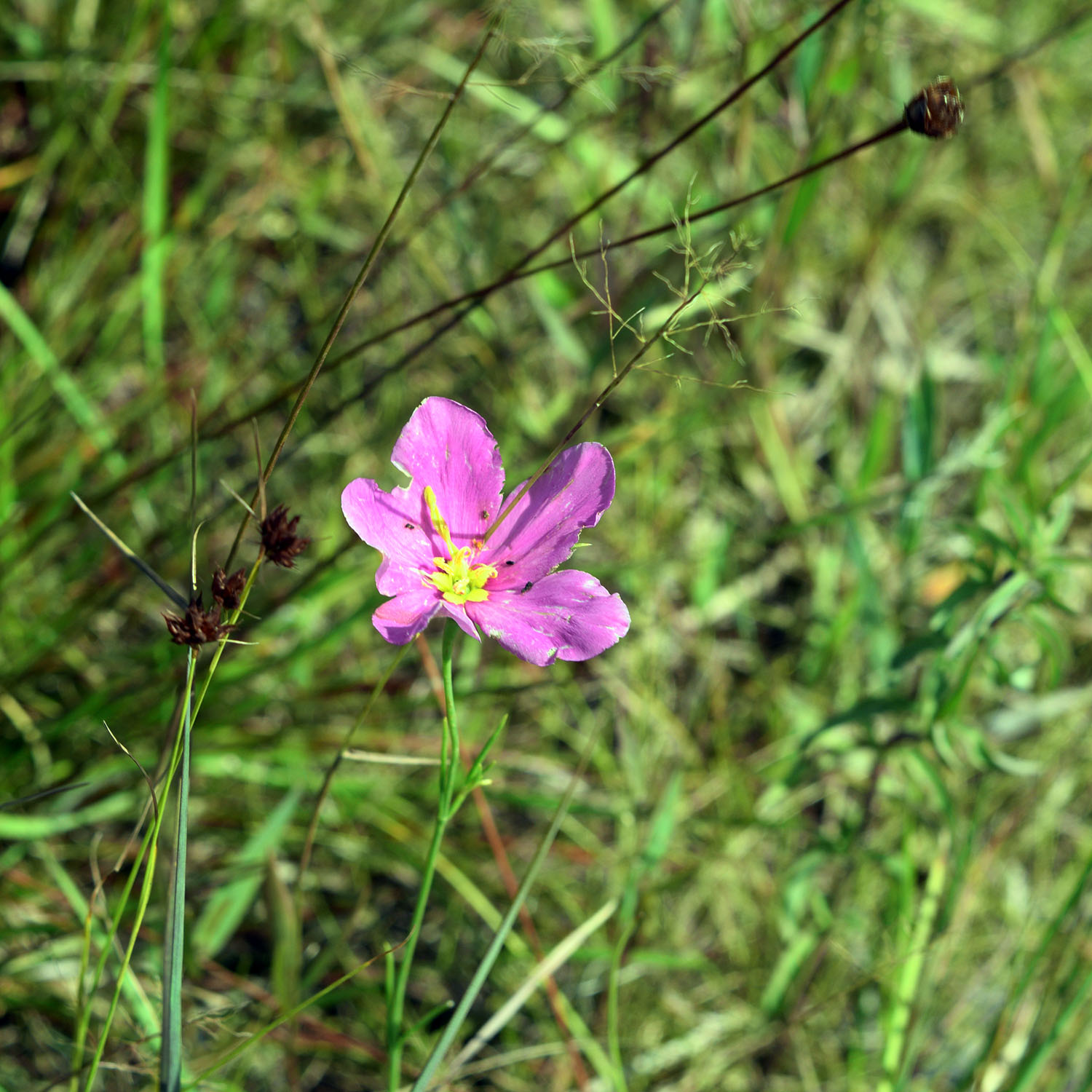
Fleur sauvage rose
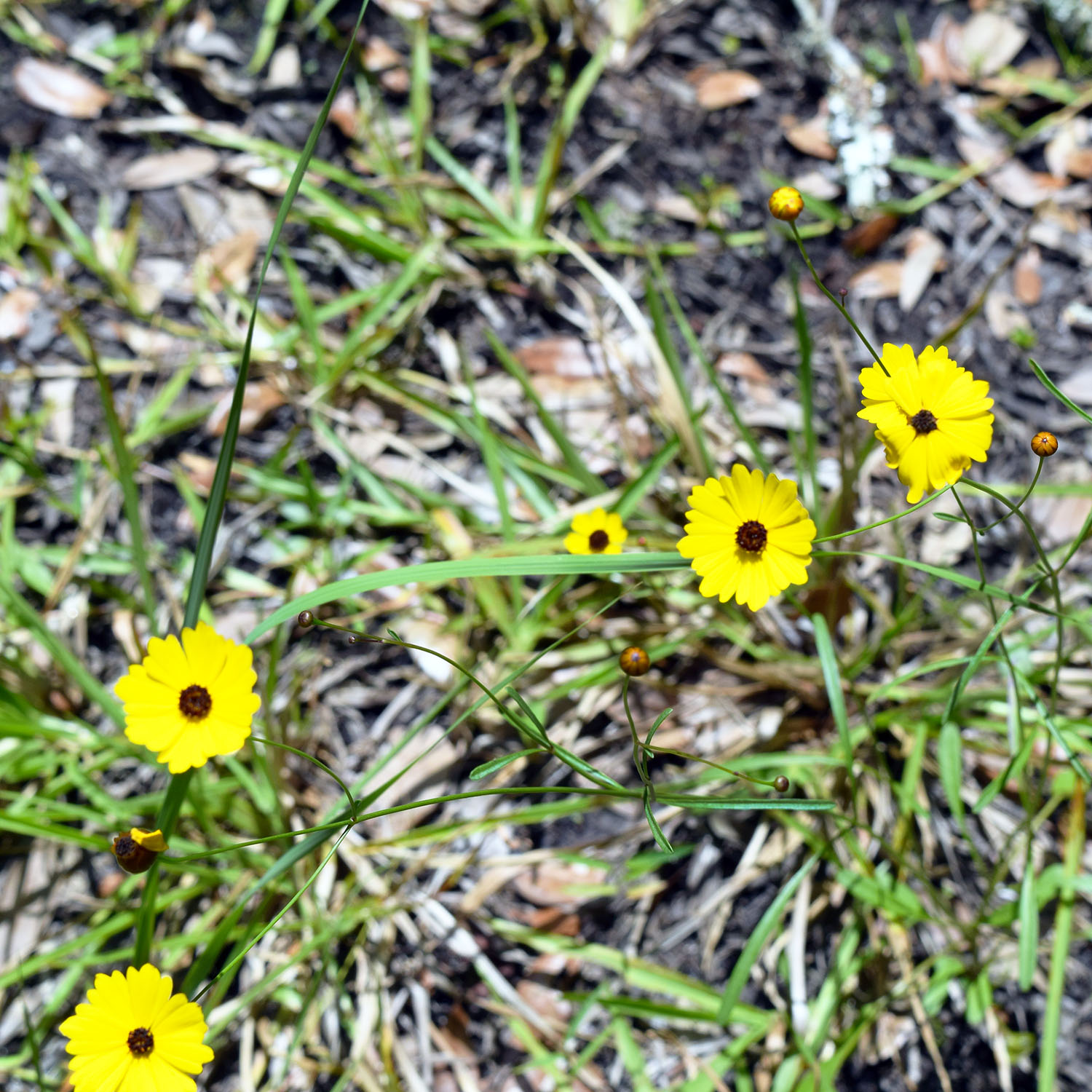
Fleurs sauvages jaunes